# یوخاری تالا
یوخاری تالا (به ترکی آذربایجانی: Yuxarı Tala) یک شهر در جمهوری آذربایجان است که در شهرستان زاقاتالا واقع شده است. یوخاری تالا ۷٬۳۸۶ نفر جمعیت دارد.